# Buire
Buire es una comuna francesa, situada en el departamento de Aisne, de la región de Alta Francia.

## Demografía
| 930 | 911 | 785 | 857 | 868 | 892 | 875 | 873 |
| Para los censos de 1962 a 1999 la población legal corresponde a la población sin duplicidades (Fuente: INSEE [Consultar]) |     |     |     |     |     |     |     |